# SJ T45
De T45 is een dieselelektrische locomotief, bestemd voor het goederenvervoer en zware rangeerdiensten van de Zweedse Statens Järnvägar (SJ).

## Geschiedenis
De locomotieven werden in de jaren 1970 ontwikkeld, afgeleid van de serie T44 en gebouwd door Thune met een dieselmotor van SEMT-Pielstick. De elektrische installatie werd gebouwd door ASEA. Deze vijf locomotieven werden gehuurd van ASEA. Zij voldeden niet en werden in 1976 teruggegeven als gevolg van de vele storingen. ASEA heeft daarna geprobeerd de locomotieven in het buitenland te verkopen, maar er was nauwelijks interesse. Slechts één locomotief werd verkocht aan de Noorse spoorwegonderneming Sydvaranger in Kirkenes, de overige belandden bij bedrijven op industriesporen. De T45 327 is bewaard gebleven en bevindt zich in het spoorwegmuseum in Falun; de andere vier zijn gesloopt.

## Constructie en techniek
De locomotief heeft een stalen frame. De locomotieven staan op twee draaistellen. Er kunnen tot twee locomotieven gekoppeld in treinschakeling worden bestuurd.

## Nummers
De locomotieven werden door de SJ en later door Sydvaranger als volgt genummerd:
| Lijst van de T 45  |                         |                      |            |                 |
| Nummer             | Eigenaar                | Bouwjaar             | UIC nummer | Opmerkingen     |
| 324-328            | SJ                      | 1971 - 1972          |            | bij SJ tot 1976 |
| DE 102 ex SJ T45 … | Sydvaranger in Kirkenes | bij Sydvaranger 1976 |            | sloop: 2004     |

## Treindiensten
De locomotieven werden door SJ ingezet voor onder meer het goederenvervoer en de rangeerdienst.